# Мороу (Охајо)
Мороу (енгл. Morrow) град је у америчкој савезној држави Охајо.

## Демографија
По попису из 2010. године број становника је 1.188, што је 98 (-7,6%) становника мање него 2000. године.
| Група             | 2000.         | 2010.         |
| Белци             | 1.234 (96,0%) | 1.130 (95,1%) |
| Афроамериканци    | 9 (0,7%)      | 5 (0,4%)      |
| Азијати           | 1 (0,1%)      | 3 (0,3%)      |
| Хиспаноамериканци | 28 (2,2%)     | 24 (2,0%)     |
| Укупно            | 1.286         | 1.188         |